# Wilbur (Fernsehserie)
Wilbur ist eine dänisch-kanadisch-US-amerikanische Zeichentrickserie für Kinder, die zwischen 2007 und 2008 produziert wurde.

## Handlung
Wilbur ist ein achtjähriges Kalb, das Bücher absolut liebt. Er ist sich sicher, dass Bücher alle Antworten haben, und er führt seine Barnyard-Freunde häufig durch Geschichten, um ihnen zu helfen, die Informationen zu finden, nach denen sie suchen. Kinder lernen von Vokabeln auf dem Bildschirm, während Wilbur zu demonstrieren versucht, dass „Bücher mondän sind“.

## Produktion und Veröffentlichung
Die Serie wurde zwischen 2007 und 2008 von Mercury Filmworks, Egmont Imagination, Chilco Productions, EKA Distribution und Discovery Kids Original Production in den Vereinigten Staaten, in Kanada und in Dänemark produziert. Dabei ist eine Staffel mit 27 Folgen entstanden.
Erstmals wurde die Serie am 21. April 2007 auf Discovery Kids ausgestrahlt. Die deutsche Erstausstrahlung fand am 5. Mai 2008 auf dem KiKA statt. Weitere Wiederholungen erfolgten ebenfalls auf Playhouse Disney und Super RTL. Zudem wurde die Serie auf DVD veröffentlicht.